# Diablo (banda)
Diablo es una banda de death metal melódico procedente de Kalajoki, Finlandia. En el 2000 grabaron su primer álbum Elegance in Black.
Dos años más tarde grabaron Renaissance, con este quedaron en el puesto número catorce de los discos más vendidos del género en Finlandía convirtiéndose así en una de las bandas más apreciadas en su país en cuanto al género.

## Miembros
- Rainer Nygär (vocales y guitarra rítmica)
- Marco "Kuula" Utriainen (guitarra principal)
- Aadolf Virtanen (bajo)
- Heiki Malmerg (batería)

## Discografía
- Elegance In Black (2000)
- Renaissance (2002)
- Eternium (2004)
- Mimic 47 (2006)
- Charts (Single) (2007)
- Icaros(2008)
- Silvër Horizon  (2015)
- When All the Rivers Are Silent  (2022)